# Дёгтево (Ярославская область)
Дёгтево — село в Ярославском районе Ярославской области. Входит в Курбское сельское поселение.

## География
Расположено на реке Курбица в правобережной части Ярославского района в 20 км юго-западнее города Ярославля.

## История
Из церковных архивных источников, известно, что основанию села Дёгтево положили князь Алексей Шайдок и сын его Иван Алексеевич Шайдок, поселившиеся своей усадьбой, на плоскогорье окаймленной с юго-восточной стороны рекой Курбицей.
В окружности находились дегтярные заводы, отчего и само село названо Дёгтево.

## Население
| 1859 | 1914 | 2007 | 2010 |
| ---- | ---- | ---- | ---- |
| 129  | ↘125 | ↘14  | →14  |

### Историческая численность населения
По состоянию на 1989 год в селе проживал 51 человек.
По состоянию на 2002 год в селе проживал 14 человек.
По состоянию на 2008 год в селе проживало 10 человек.

### Национальный и гендерный состав
Согласно результатам переписи 2010 года население составляют 6 мужчин и 8 женщин.

## Достопримечательности
Церковь Корсунская
Каменная, приходская, разделена аркой со стеклянными дверями на летнею и зимнюю. В летней – настоящей, один престол во имя Корсуньской Божьей Матери (9 октября), в зимней – трапезной два престола, во имя Святого Иоанна Златоуста (13 ноября) и Святого Николая Чудотворца (6 декабря). Вся церковь закончена: постройка зимней – трапезной в 1802 году, а летняя – настоящая в 1819 году. Обе церкви сооружены на средства прихожан, при преимущественном содействии местных помещиков Филимонова и Мышкиных.
Первоначально церковь была ружная , деревянная, основанная во втором десятилетии 18-го века, в 1751 году церковь обращена в приходскую, в 1754 году деревянная церковь сломана и построена каменная существовавшая до 1801 года.
Архитектурный стиль — ампир
В настоящее время не действует.
Является объектом культурного наследия Ярославской области.
Дом помещика Карачевского
Является объектом культурного наследия Ярославской области.
Жилой дом Лебедевых
Двухэтажный жилой дом. Изначально в нём жили священнослужители братья Лебедевы. В настоящее время это двухквартирный жилой дом. Является объектом культурного наследия Ярославской области.

## Инфраструктура
Школа-интернат.
Почтовое отделение №150533, расположенное в селе Курба, на март 2022 года обслуживает в деревне 25 домов и 3 дома в СНОТ «Дружба-3».

## Транспорт
Дёгтево расположено в 250 м от автодороги «Тутаев — Шопша». К деревне идёт грунтовая дорога. В непосредственной близости находится остановка общественного транспорта «Дёгтево», через которую проходит пригородный автобусный маршрут №153 «Ярославль-Главный — Курба».

## Люди, связанные с селом
- Калачов, Виктор Васильевич